# Hervé Jonathan
Hervé Jonathan, est né le 6 mai 1961 à Marseille dans les Bouches-du-Rhône, il est un haut fonctionnaire français.
Il a notamment été sous-préfet de Bayonne et administrateur supérieur de Wallis-et-Futuna. Il est nommé préfet d'Eure-et-Loir à compter du 21 août 2023.

## Formation
Hervé Jonathan possède une Maîtrise en droit à H.E.C. et est diplômé de l'I.E.P. Paris. En juillet 1990, il est admis au concours pour le recrutement exceptionnel des sous-préfets

## Parcours au sein de la haute fonction publique
Après sa formation, le 29 juin 1992, il obtient son premier poste en étant directeur de cabinet du préfet d'Eure-et-Loir.
Le 18 avril 1994, Hervé Jonathan est sous-préfet de Rochechouart. Il n'y restera que peu de temps car quelques mois plus tard, le 3 octobre de la même année, il accède au poste de sous-préfet hors cadre, mis à la disposition du ministre des entreprises et du développement économique, chargé des P.M.E., du commerce et de l'artisanat.
Il devient secrétaire général à trois reprises : l'une le 13 juillet 1995, à la préfecture des Hautes-Alpes ; la seconde, 5 ans plus tard, le 29 août 2000 à la préfecture de Charente puis la troisième, le 5 février 2015, dans la préfecture du Loiret, où il reste trois années
Le 22 juillet 2007, Hervé Jonathan accède au poste de Sous-directeur dans les services du Premier ministre pour exercer les fonctions de secrétaire général de la délégation interministérielle à l'aménagement et à la compétitivité des territoires.
En février 2018, il devient sous-préfet de Bayonne, où il est en poste un peu plus de 2 ans dans cette sous-préfecture du département des Pyrénées Atlantiques, en région Aquitaine.
Par décret signé par le Premier ministre, Jean Castex du 25 novembre 2020,, Hervé Jonathan est nommé administrateur supérieur des îles Wallis et Futuna. C'est sa première fonction en tant que préfet. Son prédécesseur à cette charge se nomme Thierry Queffelec. Il est accueilli par le roi (Lavelua) Patalione Takumasiva Aisake,
Lors du conseil des ministres du 13 juillet 2023, il est nommé préfet d'Eure-et-Loir à compter du 21 août 2023.
Il se distingue à ce poste en étant le premier préfet à vouloir « trier les urgences » parmi les demandeurs d'hébergement du 115. Il a en effet exigé, en décembre 2023, des services de l'accueil de son département d'évaluer par un système de points les demandes d'hébergement, selon des « critères de priorisation ». La grille d'évaluation donnant un nombre de points différent aux personnes selon leur nationalité et leur situation administrative, les personnels du 115 ont refusé de l'appliquer du fait qu'elle était discriminatoire. La Délégation Interministérielle à l'Hébergement et à l'Accès au Logement leur a donné raison.

## Récompenses et distinctions

### Décorations
- Chevalier de l'ordre national du Mérite [2]
- Chevalier de l'ordre des Palmes académiques[2]
- Chevalier de l'ordre du Mérite agricole[2]